# 弗羅納爾普施托克山 (施維茨阿爾卑斯山脈)
46°58′05.1″N 8°38′14.2″E / 46.968083°N 8.637278°E

弗羅納爾普施托克山（Frohnalpstock），是瑞士的山峰，位於該國中部，由施維茨州負責管轄，屬於施維茨阿爾卑斯山脈的一部分，海拔高度1,921米，每年平均降雨量2,385毫米。

## 外部連結
- Fronalpstock myswitzerland.com
- Fronalpstock on Hikr （页面存档备份，存于）